# Moule zébrée
Dreissena polymorpha
Espèce
Statut de conservation UICN

 LC  : Préoccupation mineure
La moule zébrée (Dreissena polymorpha) est une espèce de mollusques bivalves d'eau douce de la famille des Dreissenidae et du genre Dreissena.
Elle a pour origine le bassin de la mer Caspienne.

## Nomenclature
Le nom du genre Dreissena est un hommage à M. Dreissens, pharmacien à Mazeyth. Le naturaliste A. Moquin-Tandon notait, en 1856, qu'on aurait pu l'écrire Dreissensa.

## Description et alimentation

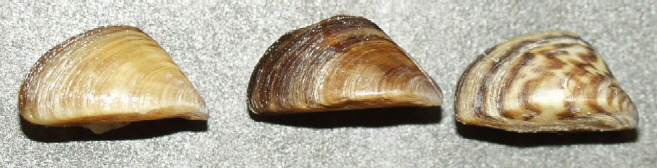

Plus petite que ses cousines marines, elle se nourrit comme elles de plancton et de petites particules de matières organiques par filtration de l'eau. En tant que filtreur efficace et capable de construire des structures, c'est une espèce ingénieur qui structure fortement sa niche écologique, au détriment d'autres espèces là où elle se montre invasive, mais au profit de certains macroinvertébrés (benthiques, qui profitent d'un effet récif en partie semblable à celui d'un récif artificiel par exemple étudié au Canada), et en apportant une capacité de filtration de l'eau qui peut être considérée comme un service écosystémique.
Valve droite et gauche du même spécimen:

Valve droite
Valve gauche

Une étude produite par l'université du Danemark du Sud a récemment montré qu'à la différence des autres (et grandes) espèces de moules d'eau douces qui sont stressées et affaiblies quand elles sont exposées aux cyanotoxines des algues bleues, la moule zébrée y est quasiment insensible. Selon une étude franco-danoise, cette espèce bénéficie d'un mécanisme de détoxication des cyanotoxines plus efficace que celui des autres moules (unio par exemple). Ceci serait une des explications à son succès colonisateur ; dans les environnements polluées ou naturellement riches en cyanophycées, elle surpasse les autres espèces de moules (sauf la Quagga, qui lui est proche et est également invasive). De plus, la moule zébrée se fixe volontiers (en grappes parfois) sur les coquilles de grandes moules d'eau douce, ce qui finit par empêcher ces dernières de se déplacer ou de se nourrir.

## Répartition et habitat

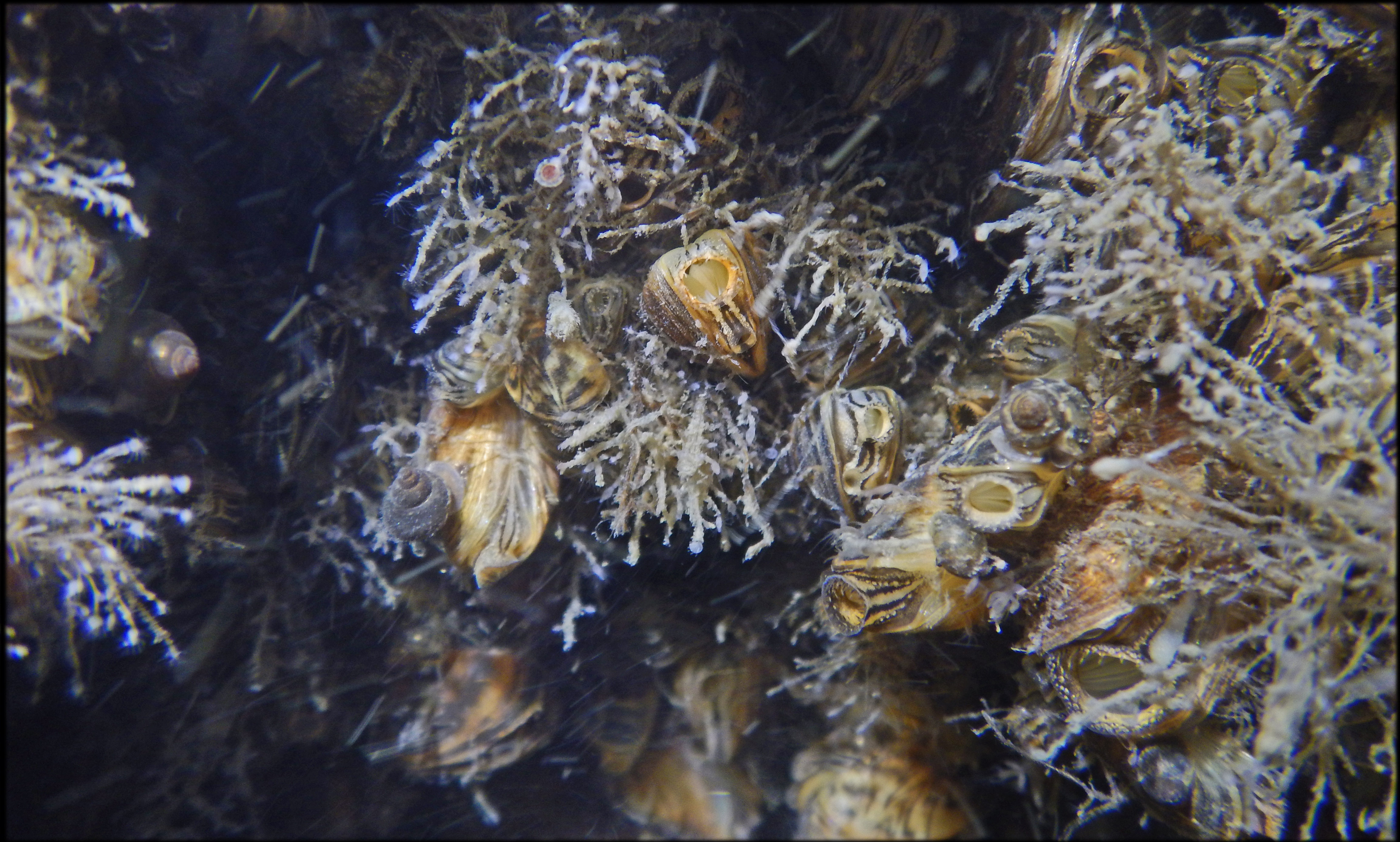
Population de moules zébrées associée à une vaste colonie de bryozoaires, sur les parois d'une remontée verticale d'eau eutrophe

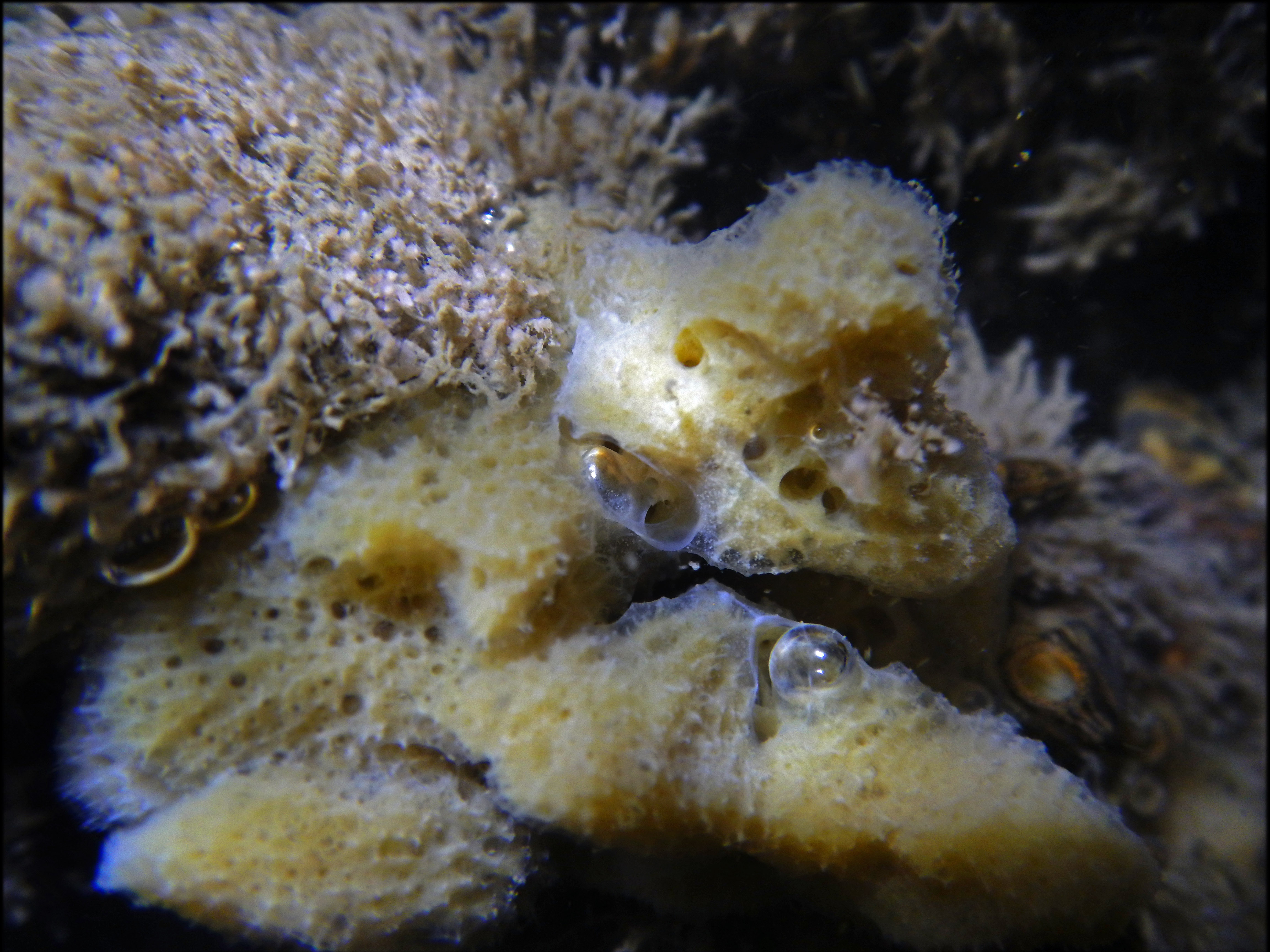
Au même endroit que ci-dessus concurrence avec un autre animal filtreur, une éponge d'eau douce qui recouvre ici plusieurs moules zébrées

Voyageant sur les coques et dans les eaux de ballast de péniches et de navires, elle s'est rapidement répandue en Europe de l'Ouest (déjà bien présente en France via les canaux au milieu du XIXe siècle) puis aux États-Unis et au Canada (d'abord dans la région des grands Lacs, dans le lac Sainte-Claire où elle a été découverte en juin 1988 au sud du lac où elle pourrait avoir été introduite en 1986, puis dans le lac Erié).
Une analyse génétique des allozymes a prouvé que la population du lac Sainte-Claire était génétiquement très diversifiée (polymorphe à 73,9 % des loci étudiés, avec en moyenne 31,6 % d'hétérozygoties individuelles), ce qui indique que la métapopulation de ces deux lacs a été « fondée par un nombre important d'individus et n'a pas connu de goulot d'étranglement récent subséquent à un « effet de fondation ». La population se reproduit avec des densités maximales dépassant 200 individus par m². La fixation des juvéniles se produit à la fin de juillet et en août, et les larves véligères s'installent de préférence sur les coquilles de moules vivantes de la même espèce et parfois d'autres espèces (d'unionidés par exemple, qu'elles peuvent alors gêner ou tuer). L'espèce semble en passe de devenir un membre dominant du benthos des eaux peu profondes dans l'ensemble des Grands Lacs inférieurs ».

### Capacité de dispersion
Elle est exceptionnelle grâce d'une part à une forte fécondité, et d'autre part à une capacité importante de dérive des larves pélagiques, et au stade bysso-pélagique des juvéniles.
Les activités humaines (trafic maritime, pêche de loisir, pêche sportive ou professionnelle sur tous les cours d'eau, lacs et étangs) favorisent aussi la dispersion de cette espèce.

## Capacité de fixation
Une expérience utilisant la puissance d'un jet d'eau pour décoller la moule zébrée de différents substrats a montré que grâce à son byssus, cette espèce est très solidement fixée aux substrats durs et pérennes. L'expérience montre cependant des différences selon le substrat (roche calcaire dolomitique, acier inoxydable, béton, PVC, aluminium, Plexiglas…). Les postlarves de moules (moins de 1 mm) sont cependant beaucoup moins solidement fixées que les adultes (différence de deux ordres de grandeur). Des essais de traction sur les moules donnent des résultats similaires.

### Invasivité

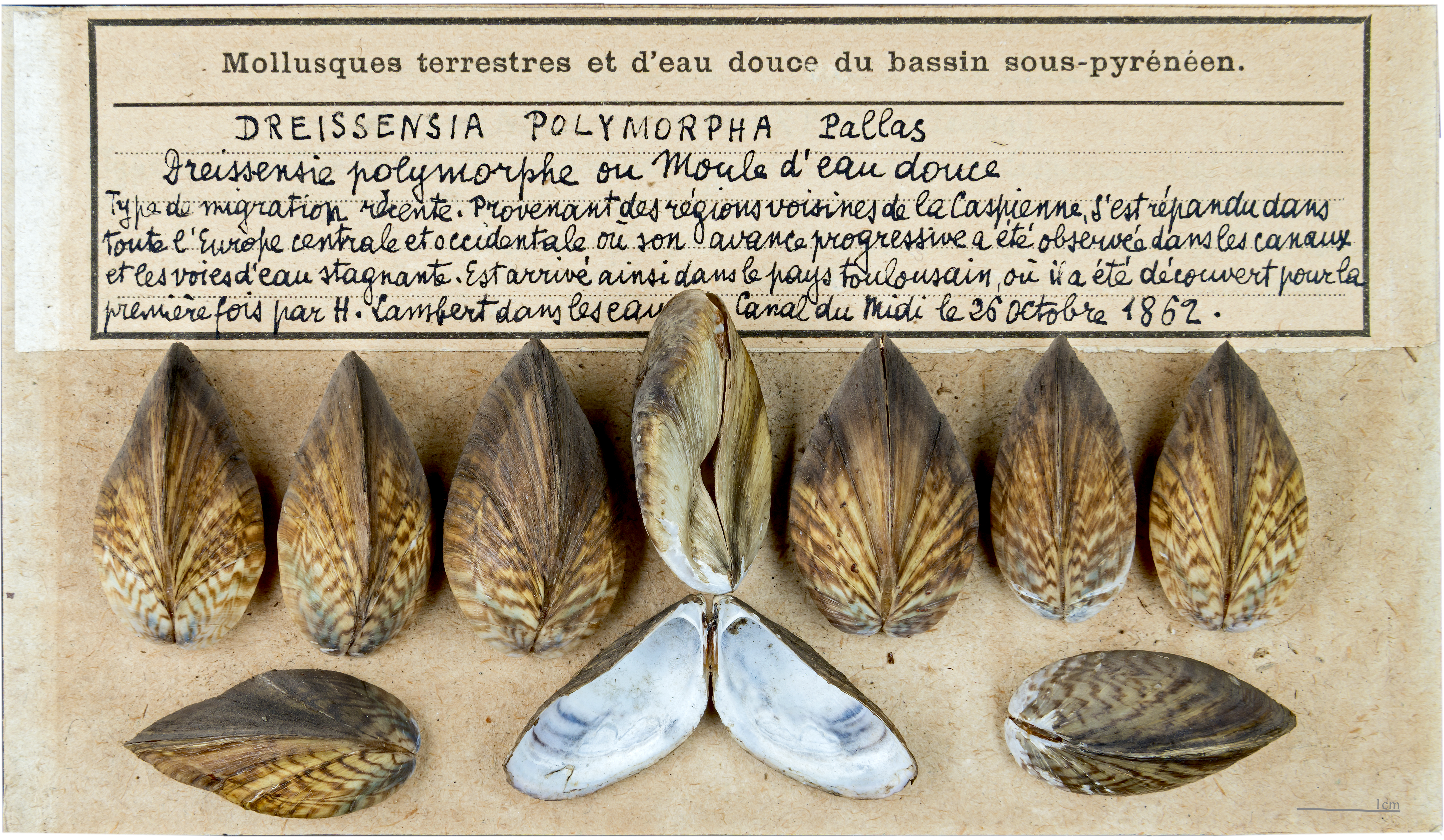
Découverte en 1862 dans le canal du Midi

Considérée comme invasive dans de nombreux pays où elle a été répandue hors de son milieu d'origine, elle peut former des « récifs » très épais et compacts, d'une densité jusqu'à 20 000 moules par mètre carré.
Venue de l'Europe de l'Est via les canaux, puis transportée par les navires, elle a envahi progressivement les écosystèmes d'eau douce d'Europe et d'Amérique du Nord en se fixant sur la coque des bateaux et en colonisant peu à peu de nombreux canaux, lacs et cours d'eau. Elle est connue en France depuis le XIXe siècle.
Cet organisme invasif cause de graves problèmes à certains utilisateurs d'eau en obstruant des conduites, en bloquant des écluses ou en rehaussant les radiers.
Elle peut supplanter puis éliminer d'autres espèces moins résistantes. En particulier, là où la nourriture en suspension serait plus rare, et bien que n'occupant pas exactement la même niche écologique, la moule zébrée pourrait faire concurrence aux mulettes autochtones , par exemple dans le bassin du Mississippi où environ 60 espèces de moules d'eau douces endémiques ont été répertoriées et sont presque toutes menacées d'extinction en raison des effets combinés d'une dégradation de la qualité de l'eau et de l'arrivée de la moule zébrée. Les effets les plus négatifs sont redoutés en Amérique du Nord, où l'on trouve le plus grand nombre d'espèces de moules d'eau douce (186 espèces d'Unios, soit 1/3 de toutes les espèces de moules d'eau douce).
Elle semble pouvoir former des « communautés invasives » avec par exemple dans la Moselle une association entre Dreissena polymorpha, Corophium curvispinum (un amphipode d'eau douce) et un autre bivalve : Corbicula spp Bachmann, V., Usseglio-Polatera, P., Cegielka, E., Wagner, P., Poinsaint, J. F., & Moreteau, J. C. (1997). Premières observations sur la coexistence de Dreissena polymorpha, Corophium curvispinum et Corbicula spp. dans la rivière Moselle. Bulletin Français de la Pêche et de la Pisciculture, (344-345), 373-384.

## Impacts écosystémiques
Ils sont encore incomplètement mesurés. Plusieurs effets plutôt « positifs » ont été observés, mais contrebalancés par des effets négatifs.
Effets plutôt positifs :
- cette moule a une bonne capacité de filtration des particules en suspension dans l'eau, à différentes profondeurs, mais elle produit des pseudofeces ;
- elle présente une forte capacité de fixation (et/ou de bioturbation ?) de certains métaux indésirables ou franchement toxiques[15] : là où ces moules sont présentes, le temps de résidence des métaux dans l'eau est divisé par deux, et ces derniers se retrouvent beaucoup plus vite dans les sédiments (via les excréments et pseudofèces de moules, puis via les coquilles de moules mortes) [15] (provisoirement au moins, dans les coquilles). 
Cette espèce se montre particulièrement efficace pour capter le zinc et l'envoyer vers le sédiment. En présence de l'espèce ce transfert (« dépôt biologique ») augmente de plus de 90 %[15] ;
- effet « récifs » : ces récifs ou substrats couverts d'une couche souvent dense de moules abritent ainsi un plus grand nombre de certains macroinvertébrés benthiques dulcicoles et des éponges d'eau douce et parfois d'algues et de bactéries. On a d'abord cru que ces récifs filtrants pourraient contribuer à améliorer la qualité d'eaux eutrophes ou polluées, mais ceci a été nuancé par le poids des effets délétères des invasions de moules zébrées (voir ci-dessous).

Effets plutôt négatifs (assez importants selon certains auteurs pour contrebalancer et dépasser les effets positifs) :
- le caractère invasif de l'espèce dans un nombre croissant de régions du monde. À la différence des unios, la moule zébrée ne mélange ni n'oxygène la couche supérieure du sédiment[16] ;
- elle ne semble pas non plus pouvoir la remplacer dans le cycle des nutriments[16]
De plus, là où le zinc en tant qu'oligo-élément serait rare, la moule zébrée peut interférer négativement avec le cycle du zinc ou d'autres métaux de ce type, en le captant à son profit. De nombreux auteurs pensent que là où elle est en concurrence avec des moules autochtones, elle risque souvent de les faire disparaître et de ne pas pouvoir les remplacer dans toutes leurs fonctions écosystémiques[16] ;
- elle produit une grande quantité de pseudofeces (dont le bilan écologique et écosystémique n'est pas encore clair)
- l'espèce est aussi vectrice d'une maladie pouvant toucher certains poissons (bucéphalose larvaire ; voir plus bas).
- la moule zébrée, pour des raisons encore incomprises provoque une augmentation de la population de Microcystis, une cyanophycée qui relargue dans l'eau des toxines (Microcystines), surtout (pour des raisons encore à découvrir) dans des masses d'eau contenant pourtant des taux faibles ou modérés de phosphore (10 à 25 µg/L)[4], au détriment de l'écosystème, et en ré-augmentant la turbidité. Dans de grands lacs américains, dont le lac Ontario des blooms spectaculaire de Microcystis sont apparus après l'établissement de la moule zébrée[4]

La réponse du phytoplancton et du zooplancton à sa présence va dépendre du degré de turbidité et d'eutrophisation (naturelle ou anthropique) du cours d'eau.

### Parasitoses et rôle de vecteur de parasites
Tous les mollusques sont potentiellement parasités, comme toutes les autres espèces.
- La moule zébrée sert notamment d'hôte aux larves du trématode Bucephalus polymorphus, vecteur de la bucéphalose larvaire qui touche de nombreux Cyprinidae[17],[18] ; Bucephalus polymorphus infeste les gonades (i.e. organes reproducteurs) de la moule, rendant cette dernière stérile[19].
- Le trématode Phyllodistomum folium s'installe dans ses branchies en provoquant un affaiblissement rapide de la moule ; le mâle y répond avec un métabolisme ralenti, cesse de se reproduire mais continue sa croissance, alors que la femelle se défend mieux (elle se reproduit, mais en diminuant sa croissance) ;

## Valeur de bioindicateur
En tant que filtreur relativement ubiquiste ou devenu ubiquiste, elle constitue un biointégrateur, et un bioindicateur intéressant du point de vue de la biosurveillance (on a montré par des études en laboratoire ou des transplantations d'une rivière propre à un milieu urbain qu'elle bioaccumule dans sa chair et/ou dans sa coquille un grand nombre de polluants, dont métaux lourds et métalloïdes et polluants éventuellement radioactifs,).
Elle reflète dans une certaine mesure une partie de la pollution de son milieu (éléments traces métalliques, pesticides, hydrocarbures, plastifiants, résidus pharmaceutiques, etc.), et on peut assez facilement y étudier des biomarqueurs connus de génotoxicité. Comme elle filtre l'eau, elle peut être complémentaire d'espèces se nourrissant dans le sédiment.

## Systématique
L'espèce Dreissena polymorpha a été décrite par le naturaliste Peter Simon Pallas en 1771 sous le nom initial de Mytilus polymorphus Pallas, 1771.

### Synonymie
D'après : Huber, M. (2010). Compendium of bivalves
- Mytilus polymorphus Pallas, 1771 Protonyme
- Pinna fluviatilis Sander, 1780
- Mytilus fluvis Gray, 1825
- Mytilus volgensis Gray, 1825
- Mytilus hagenii Baer, 1826
- Mytilus arca Kickx, 1834
- Mytilus chemnitzii Férussac, 1835
- Tichogonia chemnitzii Rossmässler, 1835
- Dreissena küsteri Dunker, 1855
- Dreissena arnouldi Locard, 1893
- Dreissena bedoti Locard, 1893
- Dreissena belgrandi Locard, 1893
- Dreissena complanata Locard, 1893
- Dreissena curta Locard, 1893
- Dreissena eximia Locard, 1893
- Dreissena locardi Locard, 1893
- Dreissena lutetiana Locard, 1893
- Dreissena magnifica Locard, 1893
- Dreissena occidentalis Locard, 1893
- Dreissena paradoxa Locard, 1893
- Dreissena recta Locard, 1893
- Dreissena servaini Locard, 1893
- Dreissena sulcata Locard, 1893
- Dreissena tumida Locard, 1893
- Dreissena ventrosa Locard, 1893
- Dreissena westerlundi Locard, 1893
- Dreissena andrusovi Andrusov, 1897
- Dreissena aralensis Andrusov, 1897
- Dreissena obtusecarinata Andrusov, 1897
- Dreissena polymorpha var. lacustrina Boettger, 1913
- Mytilus polymorphus fluviatilis Pallas, 1771

## La moule zébrée et l'Homme

### Coûts économiques
Outre les coûts d'entretien des écluses, vannages, crépines, etc. quand ils sont envahis de moules zébrées, l'Amérique du Nord pourrait perdre d'importants revenus à l'export, par exemple avec l'industrie perlière japonaise qui ne pourrait plus se fournir en nacre. Au début des années 1990, le Japon achetait environ 39 millions de dollars US de coquilles de certaines espèces d'unios qui fournissent une nacre de qualité que les moules zébrées ne peuvent produire.

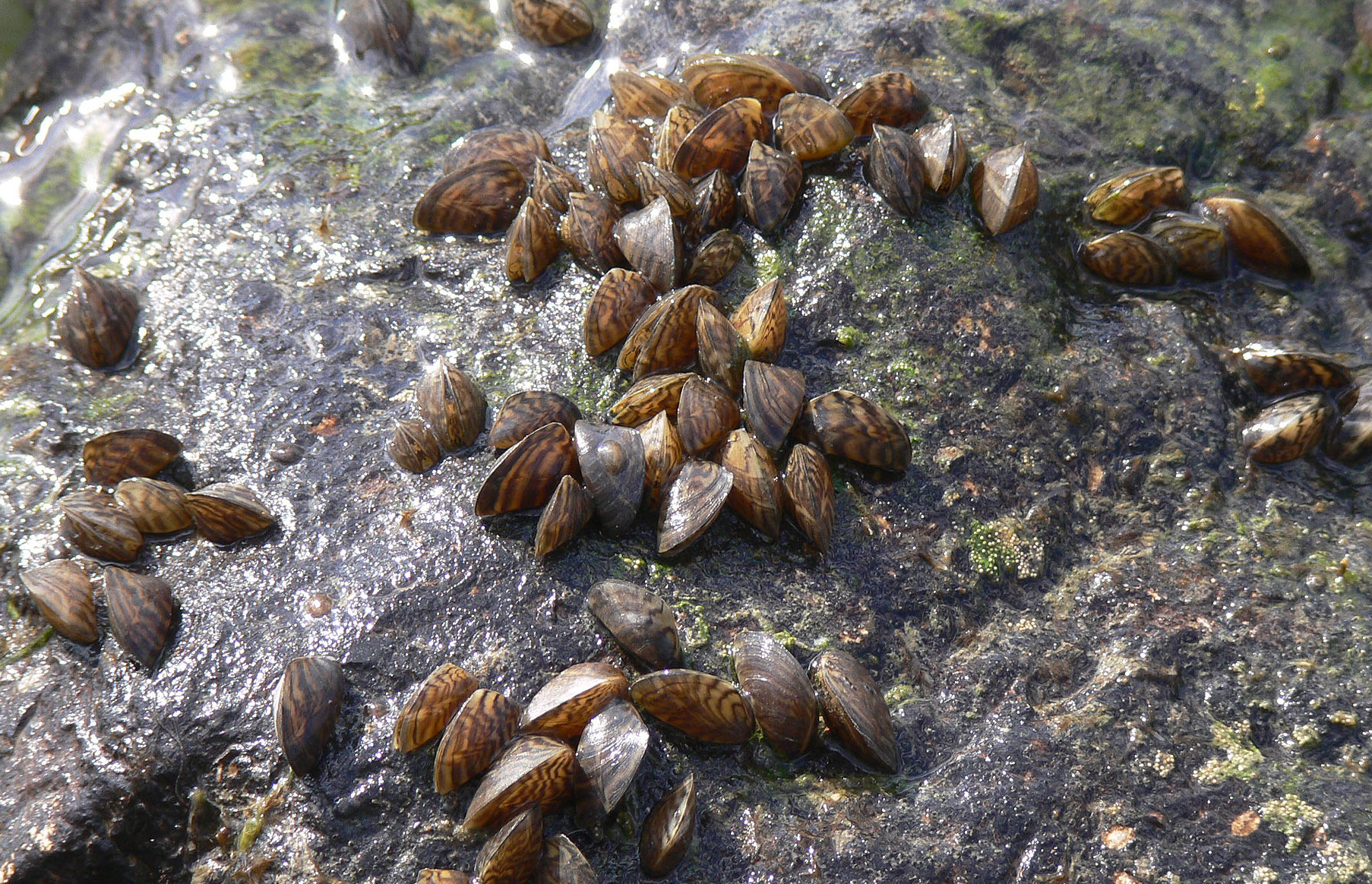
Moules zébrées, dans la Deûle canalisée (Nord de la France), à Lambersart
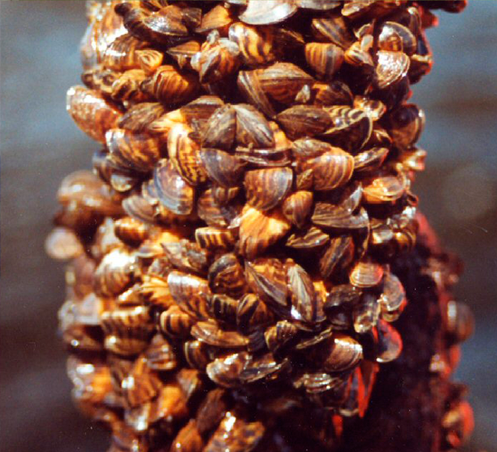
Cette moule peut coloniser de nombreux substrats en y éliminant les autres espèces
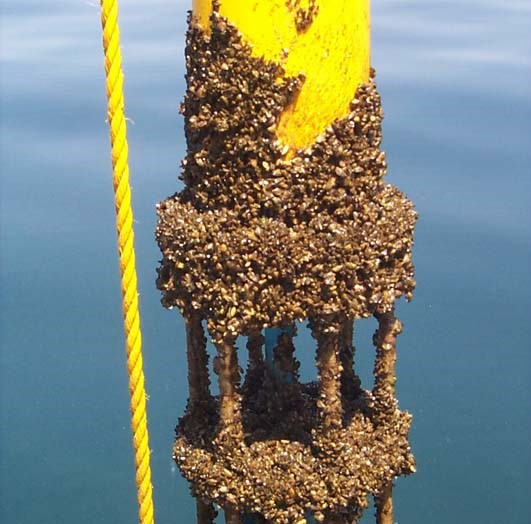
Elle peut boucher certaines crépines ou de petits tuyaux
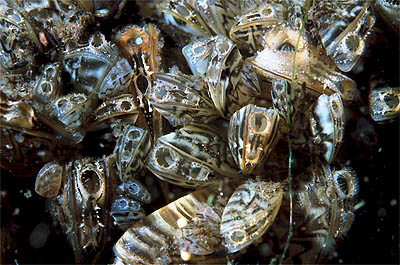
Détail des siphons

### Consommation
Cette espèce n'est habituellement ni consommée, ni commercialisée. Elle peut accumuler des quantités importantes de toxines, dans la chair, mais surtout dans la coquille (métaux lourds) qui lui sert d'organe de protection contre les substances toxiques.
Le rat musqué en consomme de grandes quantités en hiver quand les nourritures végétales manquent. Les moules ouvertes et mangées par le rat musqué sont reconnaissables car toujours ouvertes de la même manière.